# Френчтаун (Монтана)
Френчтаун (енгл. Frenchtown) насељено је место без административног статуса у америчкој савезној држави Монтана.

## Демографија
По попису из 2010. године број становника је 1.825, што је 942 (106,7%) становника више него 2000. године.
| Група             | 2000.       | 2010.         |
| Белци             | 840 (95,1%) | 1.701 (93,2%) |
| Афроамериканци    | 0 (0,0%)    | 2 (0,1%)      |
| Азијати           | 1 (0,1%)    | 9 (0,5%)      |
| Хиспаноамериканци | 16 (1,8%)   | 43 (2,4%)     |
| Укупно            | 883         | 1.825         |